# Municipio Zinacantán
Koordinaten: 16° 46′ N, 92° 43′ W
Zinacantán, auf Tzotzil Sots'leb, ist ein 30.000 Einwohner zählendes, sich über 195 km² erstreckendes Municipio im mexikanischen Bundesstaat Chiapas zwischen den Städten San Cristóbal de las Casas und Tuxtla Gutiérrez, der Hauptstadt von Chiapas. Verwaltungssitz ist das gleichnamige Zinacantán, einwohnerreichster Ort ist Navenchauc, weitere größere Orte im Municipio sind Nachig und Pasté.

## Ortsname

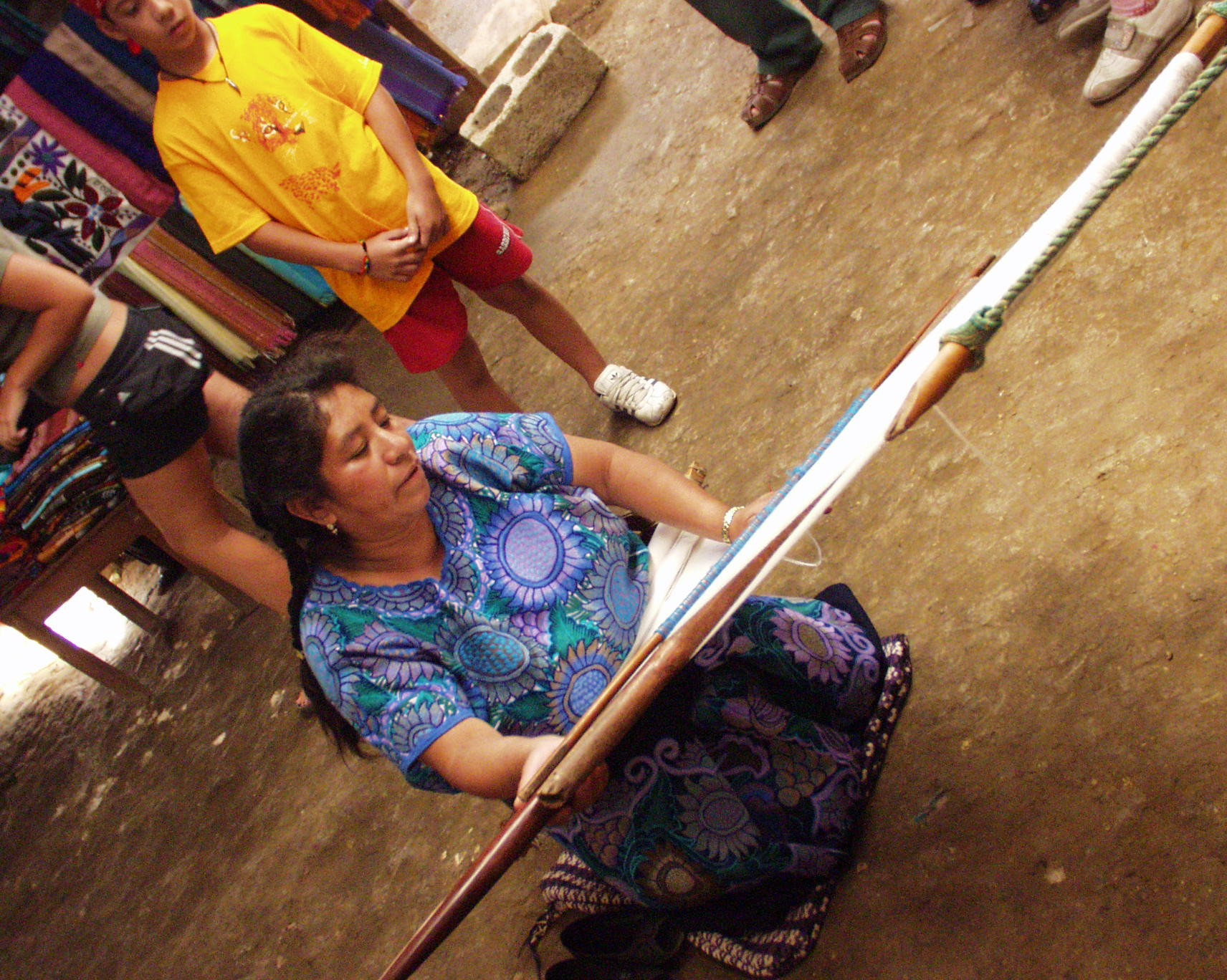
Tzotzil-Frau in Zinacantán, kniend am Webstuhl

Tzotzil-Stickerei aus Zinacantán

Der Name Zinacantán stammt aus dem Nahuatl, das von den tlaxcaltekischen Hilfstruppen der Spanier gesprochen wurde. Tzinācantlān bedeutet „Ort der Fledermäuse“ (tzinācantli „Fledermaus“ und Lokativendung -tlan). Der Tzotzil-Name ist Sots’leb und hat dieselbe Bedeutung (sots’ „Fledermaus“ und Lokativendung -leb). Auch das Ethnonym Tzotzil bzw. sots’il winik, „Fledermausmenschen“, leitet sich hiervon ab.
Als früherer Name des Ortes oder der Region wird Ik'al Ojov („Schwarzer Herr“) genannt.

## Geographie
Das Municipio Zinacantán liegt zentral im mexikanischen Bundesstaat Chiapas zwischen 700 m und 2800 m Höhe. Es zählt zur Gänze zur physiographischen Provinz der Sierra Madre de Chiapas und zählt vollständig zur hydrologischen Region Grijalva-Usumacinta. Die Geologie des Municipios wird zu 56 % von Kalkstein bestimmt bei 17 % vulkanoklastischem Gestein und 13 % Sandstein-Konglomeratgestein; vorherrschende Bodentypen sind der Luvisol (38 %), Alisol (31 %), Regosol (16 %) und Leptosol (13 %). Gut 70 % der Gemeindefläche sind bewaldet, 16 % dienen dem Ackerbau, 10 % werden als Weideland genutzt.
Das Municipio Zinacantán grenzt an die Municipios Ixtapa, Chamula, San Cristóbal de las Casas, San Lucas, Acala und Chiapa de Corzo.

## Bevölkerung
Beim Zensus 2010 wurden im Municipio 36.489 Menschen in 6.654 Wohneinheiten gezählt. Davon wurden 32.323 Personen ab 3 Jahren als Sprecher einer indigenen Sprache registriert, darunter 30.400 Sprecher des Tzotzil. Gut 42 Prozent der Bevölkerung waren Analphabeten. 10.101 Einwohner wurden als Erwerbspersonen registriert, wovon gut 87 % Männer bzw. 2,5 % arbeitslos waren. Über 64 % der Bevölkerung lebten in extremer Armut.

### Tzotzil-Kultur

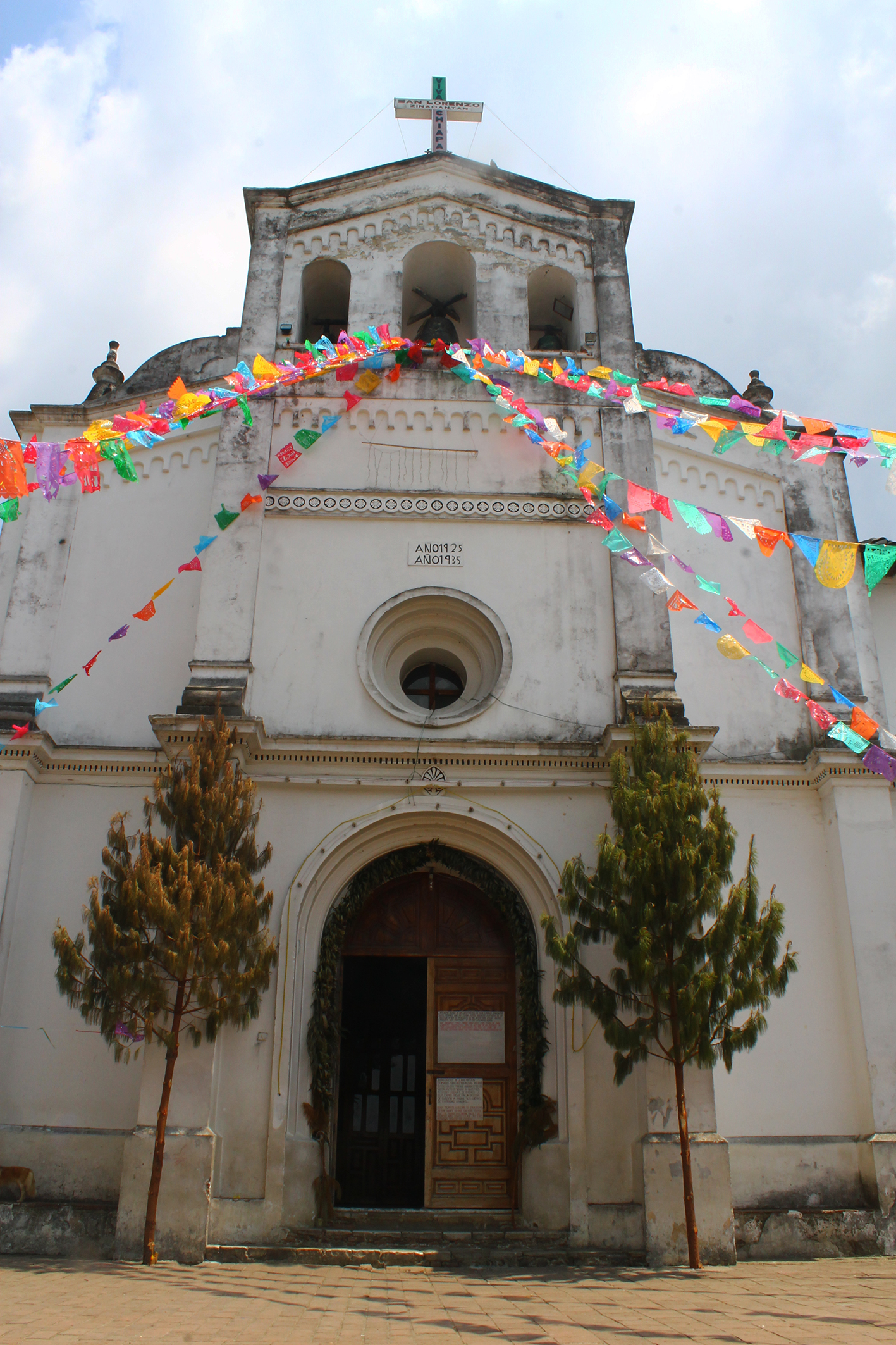
Portal der San-Lorenzo-Kirche Zinacantan

Die Kommune wird zu 99 Prozent von Angehörigen des Volkes der Tzotzil bewohnt, Ureinwohner Mexikos und Nachfahren der Maya-Kultur. Fast alle sprechen die indigene Tzotzil-Sprache, wenige sprechen Spanisch. Von allen 7.048 Kindern in Zinacantán zwischen 3 und 9 Jahren sprachen 6.957 oder 98,71 % ihre indigene Sprache, 5.851 dieser Kinder oder 83,02 % sprachen kein Spanisch.

## Wirtschaft
Wichtigster Wirtschaftszweig ist die zu einem großen Teil in Gewächshäusern betriebene Blumenzucht.

## Orte
Das Municipio Zinacantán umfasst 53 bewohnte localidades, von denen neben dem Hauptort auch Navenchauc und Pasté vom INEGI als urban klassifiziert ist. Acht Orte wiesen beim Zensus 2010 eine Einwohnerzahl von über 1000 auf, fünf Orte hatten weniger als 100 Einwohner. Die größten Orte sind:
| Ort                       | Einwohner |
| Navenchauc                | 4625      |
| Zinacantán                | 3876      |
| Pasté                     | 3771      |
| Nachig                    | 3260      |
| Apas                      | 1485      |
| Patosil                   | 1452      |
| Zequentic                 | 1201      |
| Bochojbo Alto             | 1088      |
| Jech Chentic              | 0892      |
| Jobchenón (La Granadilla) | 0842      |
| Chiquinivalvo             | 0825      |

## Feste
Die wichtigsten traditionellen Feste sind: 
- Fest des Heiligen Laurentius (8.–10. August),
- Fest des Heiligen Sebastian (18.–22. Januar),
- Karwoche,
- Weihnachten (16.–25. Dezember)
- Allerheiligenfest (1.–2. November).